# Château de Beaumont-la-Ronce
Pour les articles homonymes, voir Château de Beaumont.
Le château de Beaumont-la-Ronce est situé sur la commune de Beaumont-Louestault, dans le département d'Indre-et-Loire.

## Historique
Le château appartient à la même famille depuis le XVIIe siècle. Ronsard chanta le donjon carré du XIIIe siècle. Il fut par la suite très remanié et perdit un étage et son chemin de ronde. À ce donjon, fut ajouté au XVIe siècle une tour à huit « pans » en briques. En 1691, Claude Bonnin de la Bonnière acquit Beaumont qui fut érigé en marquisat en 1757.
Entre 1874 et 1880, le château de Beaumont s'augmenta d'une aile rappelant l'époque Louis XII, sous la direction de Gustave Guérin, et Charles Guérin, son fils, architectes à Tours.
Le marquis de Beaumont, propriétaire actuel, ancien maire de Beaumont-la-Ronce et conseiller général honoraire, est le chef de cette ancienne et nombreuse famille noble très liée à la Touraine .
Le monument fait l’objet d’une inscription au titre des monuments historiques depuis le 14 septembre 1949 et le 3 mai 2022.

## Référence
Dans son roman Le Président, Jean Raspail cite le château : « un petit château Henri IV flanqué d'une tour disproportionnée à huit étages étroits percés chacun d'une unique fenêtre  » 